# Terény
Terény (slowakisch Terany) ist eine ungarische Gemeinde im Kreis Balassagyarmat im Komitat Nógrád. Ungefähr 15 Prozent der Bewohner gehören der slowakischen Volksgruppe an.

## Geografische Lage
Terény liegt 18 Kilometer südöstlich der Kreisstadt Balassagyarmat an dem Fluss Szanda-patak. Nachbargemeinden sind Szanda, Cserhátsurány, Herencsény und Cserháthaláp.

## Geschichte
Im Jahr 1913 gab es in der damaligen Kleingemeinde 147 Häuser und 843 Einwohner auf einer Fläche von 4234 Katastraljochen. Sie gehörte zu dieser Zeit zum Bezirk Szirák im Komitat Nógrád.

## Sehenswürdigkeiten
- Albert-Szent-Györgyi-Büste, erschaffen von Péter Párkányi Raab
- Beweglicher Glockenturm (Mozgó harangláb)
- Evangelische Kirche, erbaut 1910
- Hunnia Spitzenmuseum
- Pilzmuseum (Gombamúzeum)
- Römisch-katholische Kirche Szent András,
- Skulptur Trombitáló Niké, erschaffen von Zoltán Csemniczky
- Skulptur Csodaszarvas, erschaffen von Péter Párkányi Raab
- Slowakisches Heimatmuseum (Szlovák Tájház)
- Tonbandgerätemuseum (Orsós Magnó Múzeum)

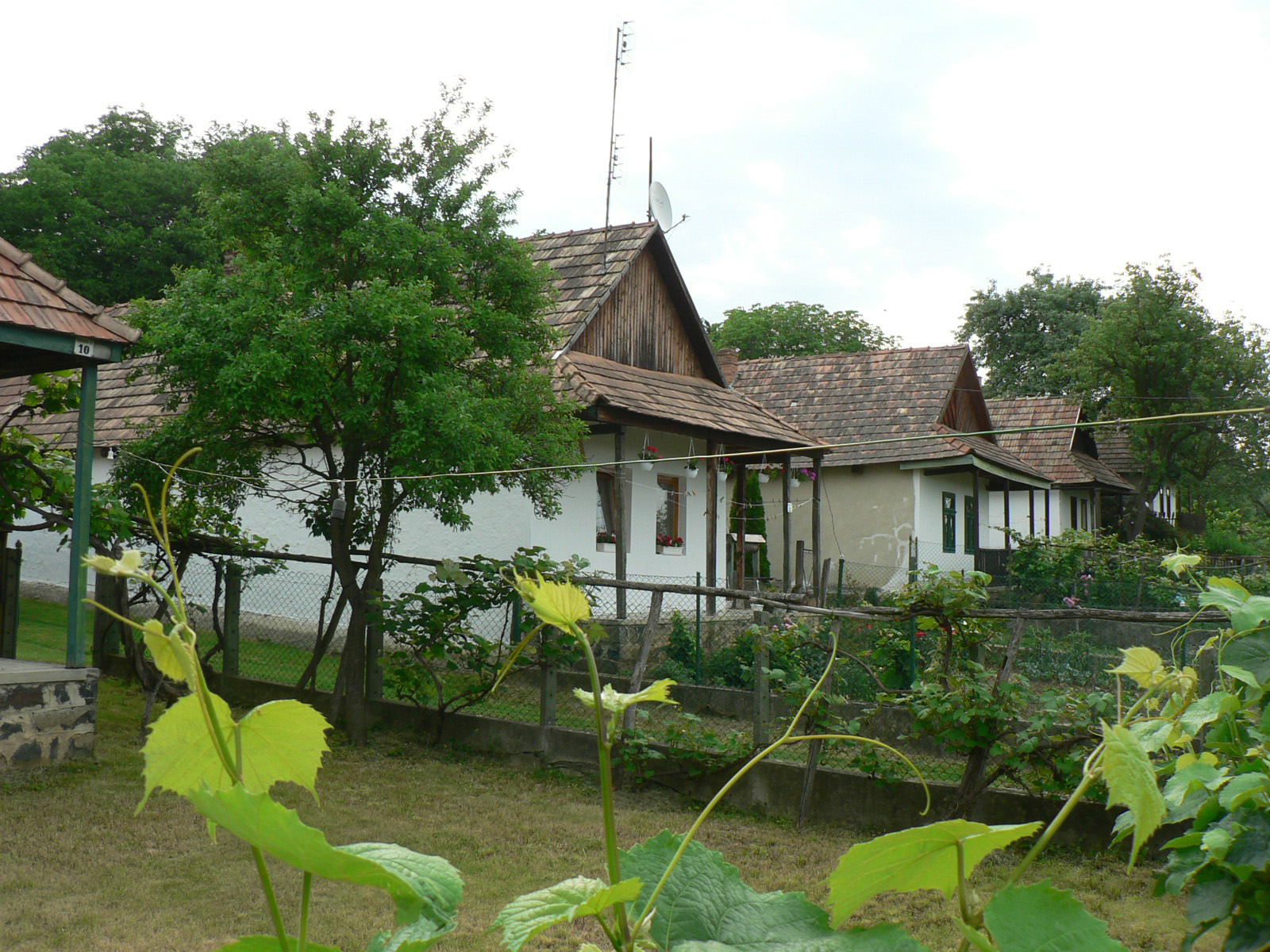
Häuser in Terény
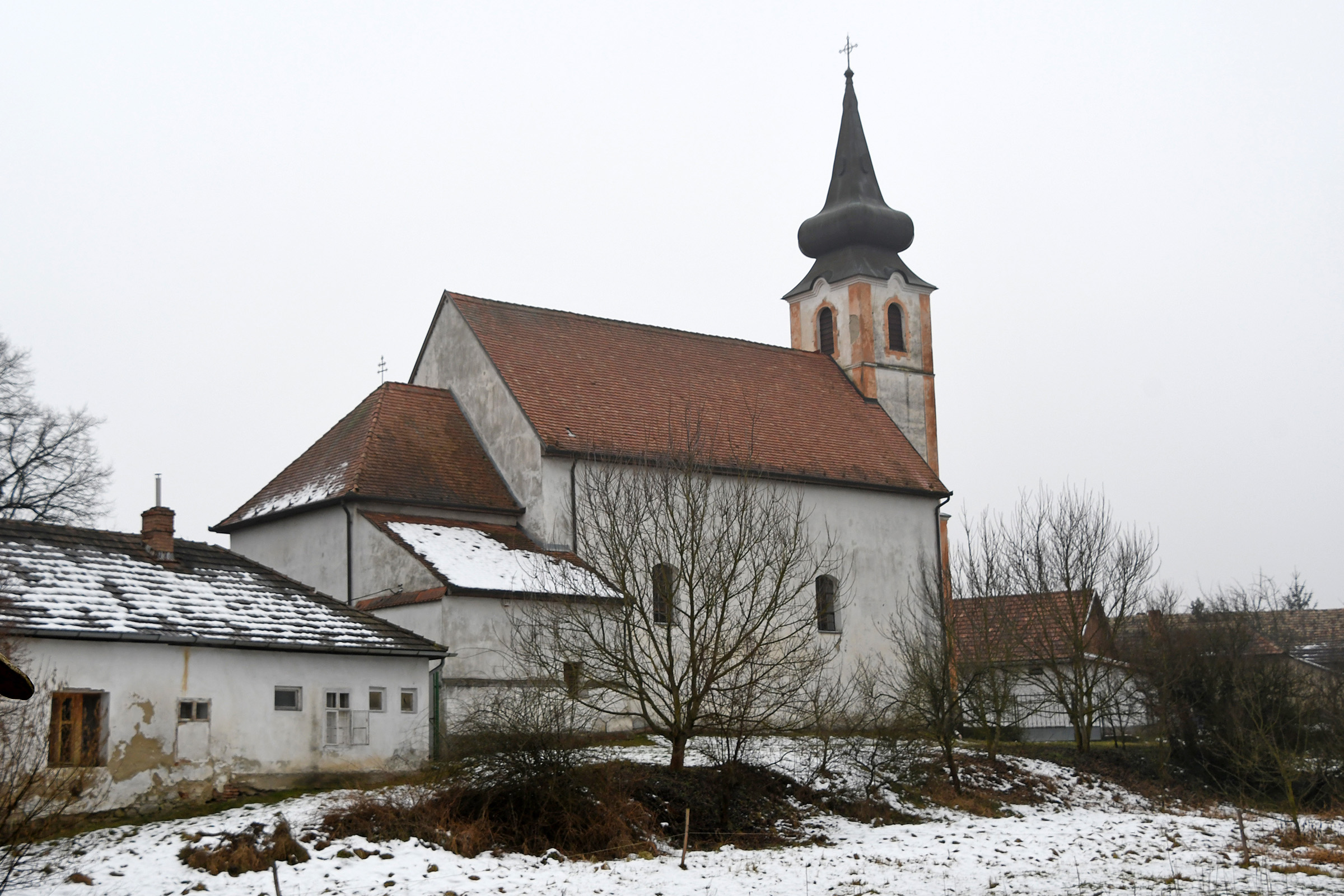
Römisch-katholische Kirche Szent András
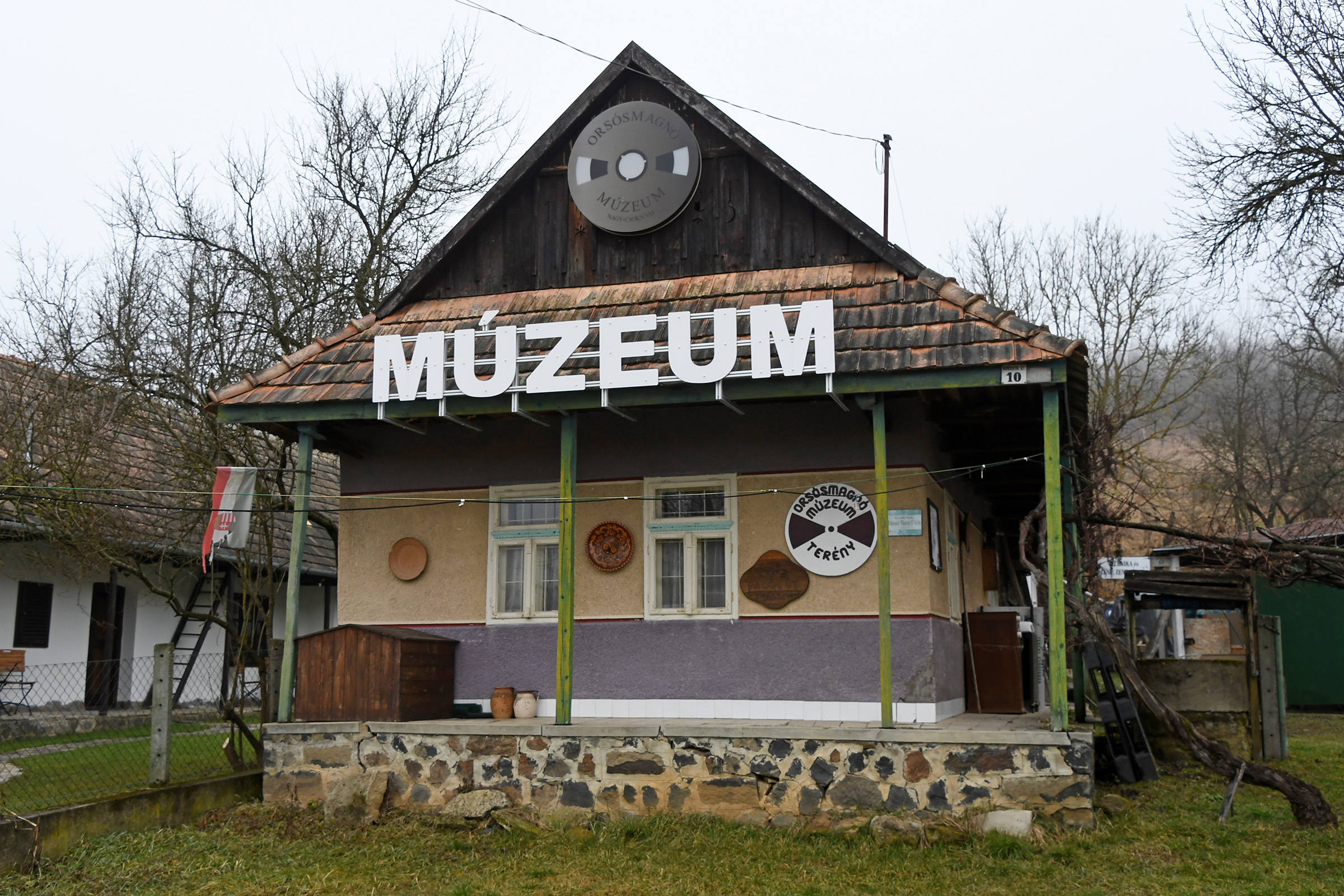
Tonbandgerätemuseum
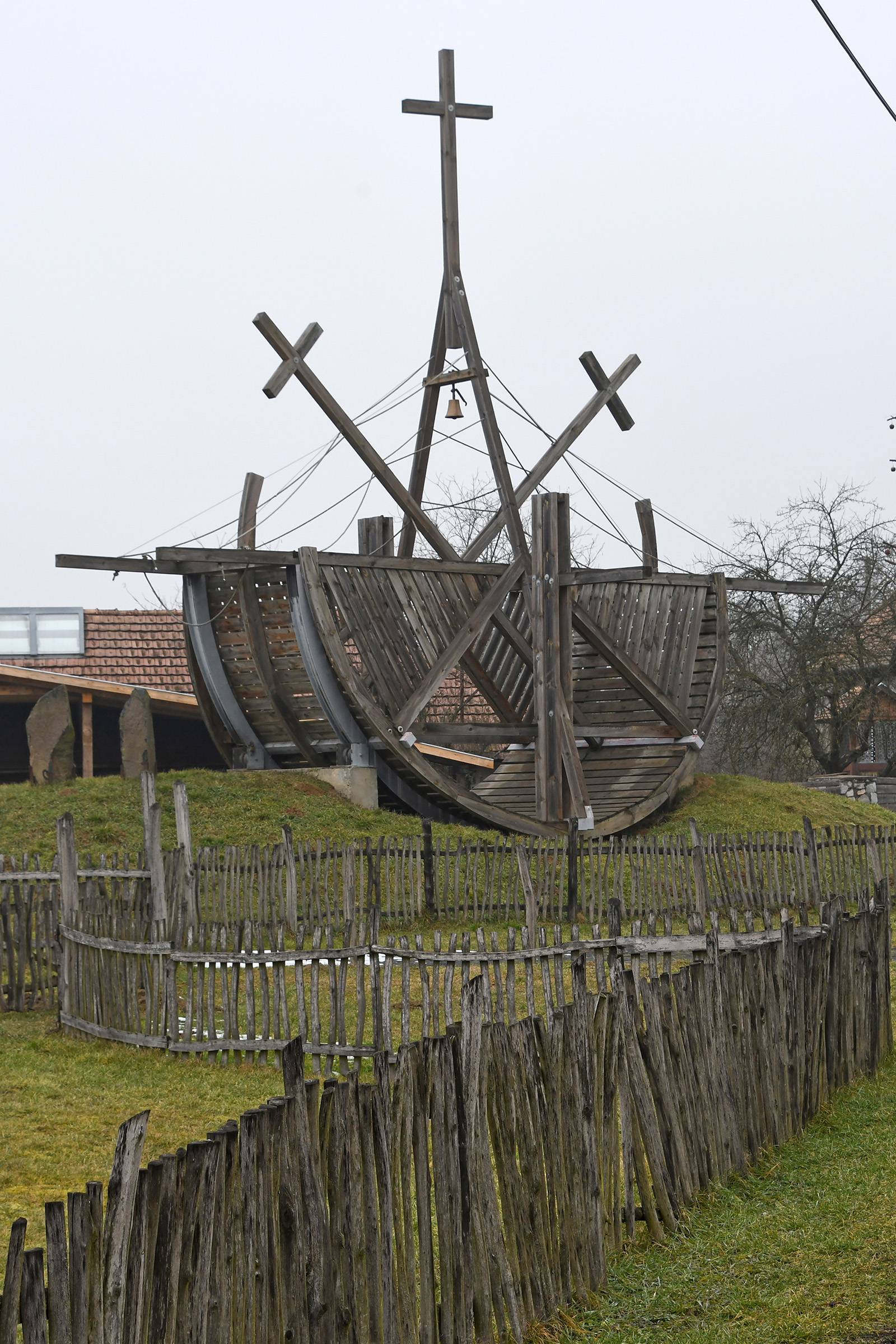
Beweglicher Glockenturm
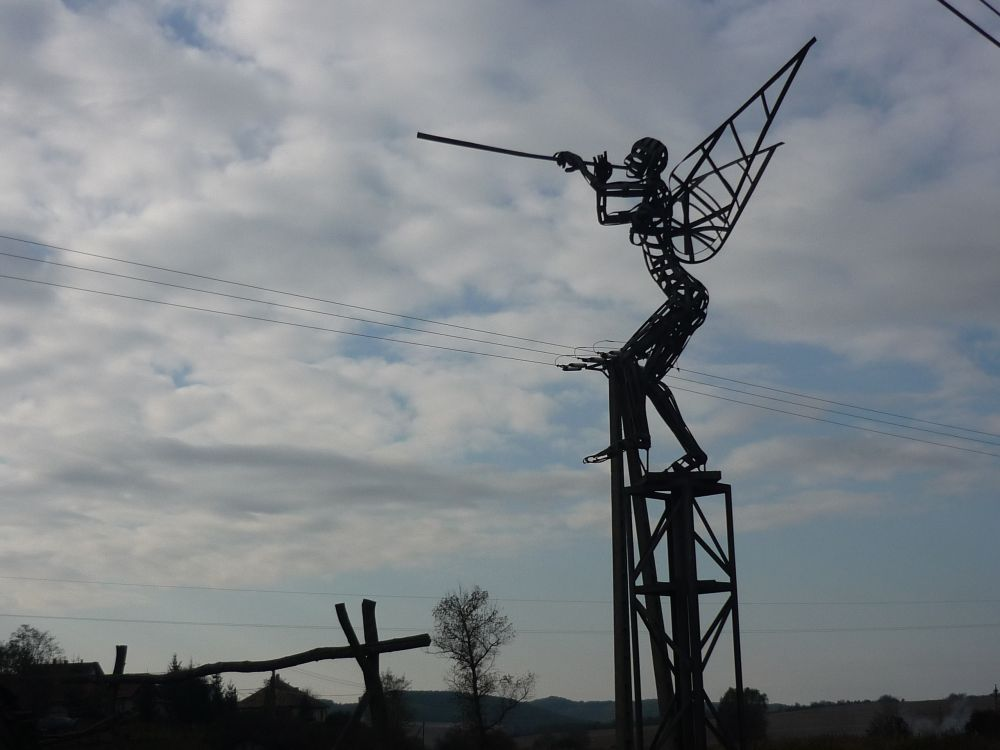
Skulptur Trombitáló Niké
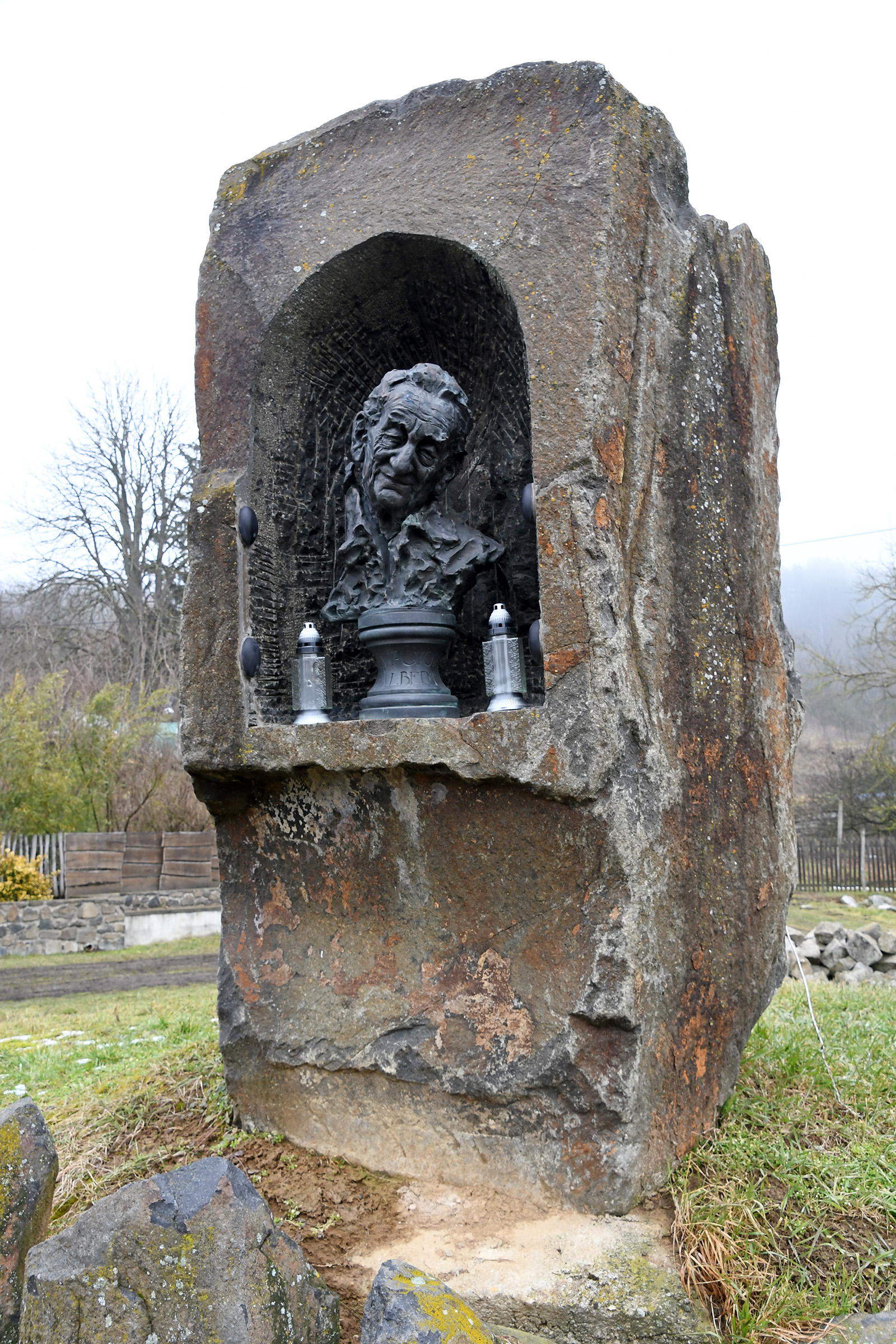
Albert-Szent-Györgyi-Büste

## Verkehr
Durch Terény verläuft die Landstraße Nr. 2124. Es bestehen Busverbindungen über Cserháthaláp, Magyarnándor, Mohora und Szügy nach Balassagyarmat sowie über Szanda nach Szandaváralja. Der nächstgelegene Bahnhof befindet sich westlich in Magyarnándor.